# György Iványi
György Iványi (Szeged, 16 de janeiro de 1939) é um engenheiro civil húngaro-alemão.

## Formação e carreira
Seu pai era funcionário público das Ferrovias Estatais Húngaras e Ivanyi cresceu em Szeged e, a partir de 1949, em Budapeste. No início ele queria se tornar um bioquímico, mas depois estudou engenharia civil na Universidade de Tecnologia e Economia de Budapeste. Em 1962 terminou os seus estudos e recebeu para a sua tese sobre a construção de uma concha paraboloide hiperbólica para um pavilhão desportivo o 1º prêmio da associação de engenheiros combinado com uma viagem à União Soviética. Depois de se formar, foi designado para a empresa estatal de construção de pontes em Budapeste e supervisionou a construção de uma ponte sobre o rio Tisza e depois trabalhou na construção da Ponte Erzsébet em Budapeste. Também trabalhou em um escritório de engenharia (um escritório de planejamento de construção industrial), assim como durante meus estudos. Pretendia fazer o doutorado com Lajos Kollár em 1964 sobre a estabilidade de um arco especial de concreto armado, mas soube depois de terminar a tese que Josef Eibl já havia feito seu doutorado com Karl Kordina em Braunschweig. Kordina o convidou para a Universidade Técnica de Braunschweig, onde ele obteve o doutorado em 1967 (Die Traglast von offenen, kreisförmigen Stahlbetonquerschnitten – Brazier-Effekt) e iniciou-se uma estreita cooperação com Josef Eibl. Em 1978 tornou-se professor titular de construção massiva na Universidade de Duisburg-Essen.

## Publicações selecionadas
- com Josef Eibl: Studie zum Trag- und Verformungsverhalten von Stahlbeton, Berlim: Ernst 1976
- com Josef Eibl, Herbert Schambeck: Berechnung kastenförmiger Brückenwiderlager, Düsseldorf: Werner 1988 (zuerst 1973)
- com W. Buschmeyer, J. Eibl, G. Kobler: Vorspannung ohne Verbund, Technik und Anwendung. In: Beton-Kalender 1995
- com Wilhelm Buschmeyer: Faulbehälter aus Stahlbeton, Düsseldorf: Beton-Verlag 1991
- com W. Buschmeyer: Flüssigkeitsbehälter, Beton-Kalender 2000
- Bemerkungen zu „Mindestbewehrung“ in Wänden, Beton- und Stahlbetonbau, Volume 90, Novembro 1995, Sp. 283–289.